# Jerzy Cuda
Jerzy Fabian Cuda (ur. 20 stycznia 1940 w Suchej Górze, zm. 20 listopada 2020 w Katowicach) – polski ksiądz katolicki, dr hab. teologii fundamentalnej; profesor Wydziału Teologicznego UŚ w Katowicach, kierownik Zakładu Teologii Fundamentalnej.

## Wybrane publikacje
- La croyance et l'incroyance à la lumière de la théologie de l'espèrance. Essai d'une synthèse thématique fondé sur la théologie de J. B. Metz, Paris 1976.
- ABC chrześcijanina, Katowice 1990.
- Kościół między kapitalizmem i socjalizmem, Katowice 1991.
- Bez Chrystusa w XXI wiek? Stwórcza geneza człowieka, Katowice 1994.
- Praktyczno-społeczne kryterium wiarygodności objawionego sensu historii. Analityczo-syntetyczne studium inspirowane paradygmatem nowej teologii politycznej, Katowice 1999.
- Zrozumieć aby żyć... Zagadnienia wstępne z teologii fundamentalnej, Katowice 2002.
- Wiarygodna antropologia. Hermeneutyczny zarys teologii fundamentalnej, Katowice 2002.
- Zostań z nami? Antropo-logika w nauczaniu Jana Pawła II, Katowice 2006.